# Karl Kotratschek
Karl Kotratschek, född 24 oktober 1914, död 4 juli 1941, var en friidrottare från Österrike. Han deltog vid olympiska sommarspelen 1936.